# جيمس كالدويل
جيمس كالدويل (بالإنجليزية: James Caldwell)‏ هو سياسي أمريكي، ولد في 30 نوفمبر 1770 في الولايات المتحدة، وتوفي في 5 مايو 1838 في الولايات المتحدة. حزبياً، نشط في الحزب الجمهوري الديمقراطي. وقد انتخب عضو مجلس النواب الأمريكي.